# Голиус, Сергей Тимофеевич
Сергей Тимофеевич Голиус (род. 19 марта 1957) — советский украинский легкоатлет, специалист по бегу на короткие дистанции. Выступал на всесоюзном уровне в середине 1970-х — начале 1980-х годов, двукратный чемпион СССР в эстафете 4 × 200 метров, победитель первенств всесоюзного и республиканского значения. Представлял Харьков и добровольное спортивное общество «Спартак». Мастер спорта СССР.

## Биография
Сергей Голиус родился 19 марта 1957 года. Занимался лёгкой атлетикой в Харькове, окончил Харьковский государственный педагогический институт, получив специальность учителя физической культуры. Выступал за Украинскую ССР и добровольное спортивное общество «Спартак».
Впервые заявил о себе в сезоне 1975 года, когда вошёл в состав советской сборной и выступил на юниорском европейском первенстве в Афинах — стартовал в беге на 200 метров, вместе с соотечественниками занял пятое место в программе эстафеты 4 × 100 метров.
В 1979 году с украинской командой одержал победу в эстафете 4 × 200 метров на чемпионате СССР в Тбилиси.
В 1980 году на чемпионате СССР в Донецке стал серебряным призёром в эстафетах 4 × 100 и 4 × 200 метров.
В 1981 году выиграл эстафету 4 × 200 метров на чемпионате СССР в Москве.
Неоднократно становился чемпионом и рекордсменом Украины в различных спринтерских дисциплинах.
После завершения спортивной карьеры с 1983 года занимал должность директора в харьковской городской комплексной детско-юношеской спортивной школе олимпийского резерва.